# 大连超越足球俱乐部
大连超越足球俱乐部是一家位于中国大连市的足球俱乐部。
大连超越在2014年首次參加中国足球乙级联赛。
2015年得到中国足球乙级联赛亚军，2016升級至中国足球协会甲级联赛。
2018年大连超越降级到中乙联赛。2019年1月13日，大连超越因未能提交《2018年俱乐部全额支付教练员、运动员、工作人员工资奖金确认表》而未能取得中乙联赛参赛资格证。14日下午2点，大连超越足球俱乐部召开紧急会议，董事长李晓勇宣布球队解散、不参加2019年中乙联赛，俱乐部主体仍保留，即可能转投其他足球项目，如参加业余联赛。

## 历任教练
- 柳忠长 (2014–2016年4月13日)
- 孙峰 (代理教练) (2016年4月15日–2016年4月21日)
- 西利亚克  (2016年4月21日–2016年8月10日)
-  (2016年8月10日–2017年8月8日)
- 李国旭(2017年8月8日–2018年4月18日)
- (2018年4月18日–2018年12月31日)